# Picasso (film 1985)
Picasso è un documentario del 1985 diretto da Didier Baussy-Oulianoff e basato sulla vita del pittore spagnolo Pablo Picasso.